# Eptesicus gobiensis
Eptesicus gobiensis é uma espécie de morcego da família Vespertilionidae. Pode ser encontrada no leste do Cazaquistão (Tarbagatai e Zaisan), Rússia (República de Tuva), Mongólia, Irã (Elburz), Afeganistão, norte do Paquistão, norte da Índia (Gilgit), Nepal, China (Sinkiang e Tibete), e possivelmente no Tadjiquistão.